# Kanton Cazères
Cazères is een kanton van het Franse departement Haute-Garonne. Het kanton maakt deel uit van de arrondissementen Muret (48) en Saint-Gaudens (43).

## Gemeenten
Het kanton Cazères omvatte tot 2014 de volgende 16 gemeenten:
- Boussens
- Cazères (hoofdplaats)
- Couladère
- Francon
- Lescuns
- Marignac-Laspeyres
- Martres-Tolosane
- Mauran
- Mondavezan
- Montberaud
- Montclar-de-Comminges
- Palaminy
- Plagne
- Le Plan
- Saint-Michel
- Sana

Bij de herindeling van de kantons door het decreet van 13 februari 2014, met uitwerking op 22 maart 2015, werden daar volgende 75 gemeenten aan toegevoegd:
- Agassac
- Alan
- Ambax
- Anan
- Aulon
- Aurignac
- Bachas
- Beaufort
- Benque
- Bérat
- Boissède
- Boussan
- Bouzin
- Cambernard
- Cassagnabère-Tournas
- Castelgaillard
- Castelnau-Picampeau
- Casties-Labrande
- Cazac
- Cazeneuve-Montaut
- Coueilles
- Eoux
- Esparron
- Fabas
- Forgues
- Le Fousseret
- Frontignan-Savès
- Fustignac
- Goudex
- Gratens
- L'Isle-en-Dodon
- Labastide-Clermont
- Labastide-Paumès
- Lahage
- Latoue
- Lautignac
- Lherm
- Lilhac
- Lussan-Adeilhac
- Marignac-Lasclares
- Martisserre
- Mauvezin
- Mirambeau
- Molas
- Monès
- Montastruc-Savès
- Montbernard
- Montégut-Bourjac
- Montesquieu-Guittaut
- Montgras
- Montoulieu-Saint-Bernard
- Montoussin
- Peyrissas
- Peyrouzet
- Le Pin-Murelet
- Plagnole
- Polastron
- Poucharramet
- Pouy-de-Touges
- Puymaurin
- Rieumes
- Riolas
- Saint-André
- Saint-Araille
- Saint-Élix-le-Château
- Saint-Élix-Séglan
- Saint-Frajou
- Saint-Laurent
- Sainte-Foy-de-Peyrolières
- Sajas
- Salerm
- Samouillan
- Savères
- Sénarens
- Terrebasse